# Somersby (cider)

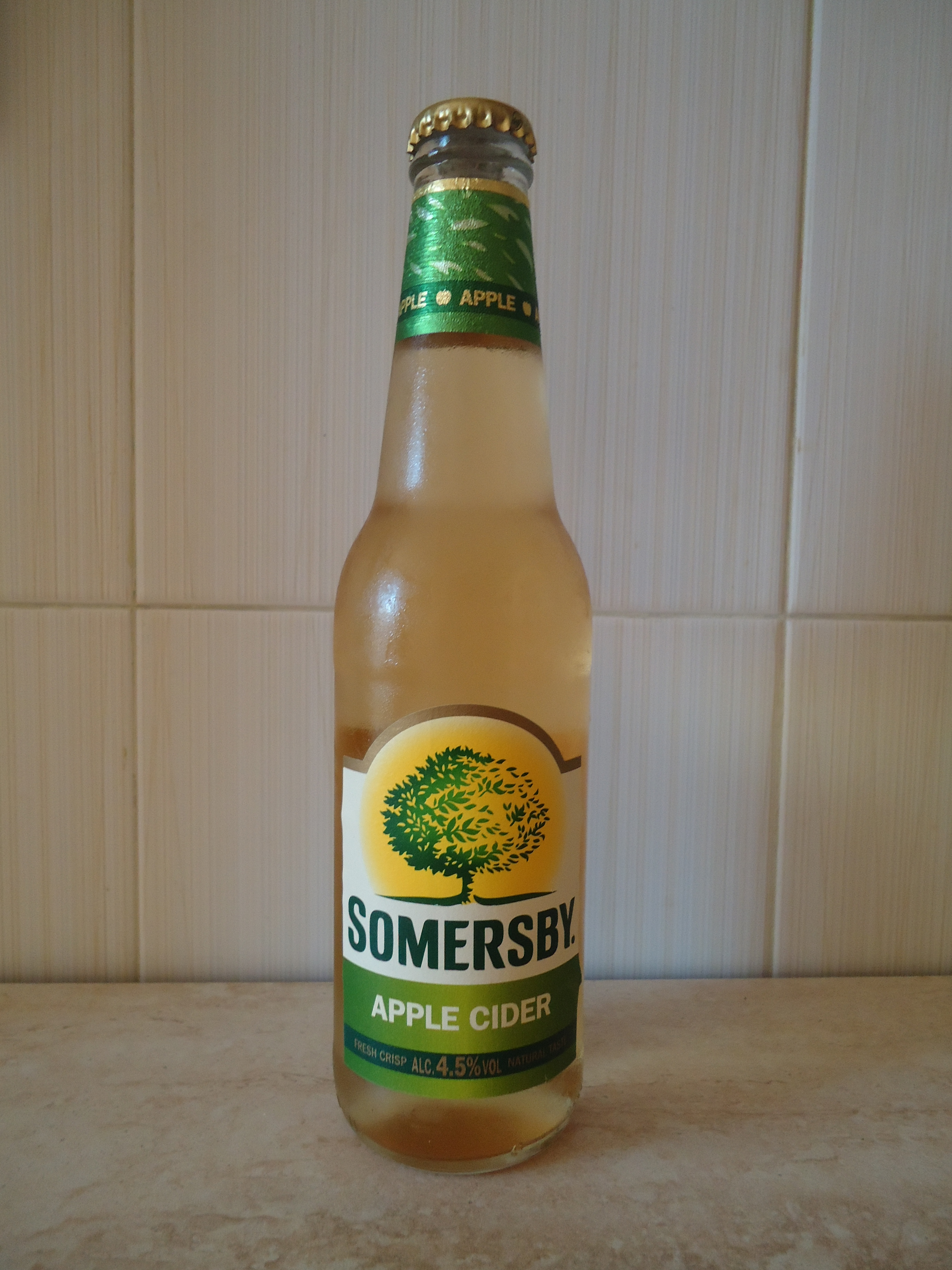
Een flesje Somersby appelcider

Somersby is een merk cider geproduceerd door de Deense brouwerij Carlsberg. Het merk werd in 2008 ontwikkeld voor de Deense markt maar is inmiddels ook in tientallen andere landen te krijgen. Het is een van de hardst groeiende cidermerken ter wereld.
Er zijn meerdere varianten, waaronder Somersby appelcider, Somersby appelcider light, Somersby perencider, Somersby "blackberry" en Somersby watermeloen. Alle varianten hebben 4,5% alcohol.